# Polárník

Polárník

Polárník je cestovatel, objevitel či vědec, který působí především v polárních oblastech Země (Arktida nebo Antarktida) a získává tam nové vědomosti o topografii, klimatu, flóře nebo fauně.
Vzhledem k celkovým poměrům v polárních oblastech při výpravách do těchto končin nešlo ani tak o dobývání nebo kolonizaci území, ale především o rozšiřování poznání a o překonávání obtíží spojených s pobytem v mrazivé pustině. Mezi prvními polárními objeviteli také často byli velrybáři nebo lovci jiných vodních tvorů.
S polárníky je spojena řada heroických výkonů, k nejznámějším patří souboj o dosažení jižního pólu mezi Amundsenem a Scottem na přelomu let 1911 a 1912. Scott dorazil na pól až jako druhý a při zpáteční cestě s celou svou výpravou zahynul, stejně jako řada dalších polárníků. Polárníci vždy musí více než nepřízeň domorodců (kteří v polárních oblastech prakticky nežijí) překonávat především nepřízeň extrémního klimatu a počasí.

## Známí polárníci

### Arktida, severní pól
- Jermak Timofějevič (1537–1585) – ruský kozák, v letech 1581–1585 vedl ruskou vojenskou expedici na západní Sibiř
- Willem Barents (1550–1597) – objevil Špicberky a souostroví Nová země.
- Leonid Breitfuss (1864–1950)
- Jean-Baptiste Charcot (1867 – 1936) – zkoumal východní Grónsko
- Henry Hudson (1550–1611) – anglický mořeplavec, pátral po Severozápadní cestě
- William Baffin (1584–1622) – anglický mořeplavec, v letech 1615 a 1616 zkoumal Severozápadní cestu
- Semjon Ivanovič Děžňov (1605–1673) – ruský průzkumník, jako první ze známých evropských mořeplavců proplul již v roce 1648 Beringovou úžinou
- Vitus Bering (1671–1741) – dánský mořeplavec v ruských službách, prozkoumal severní pobřeží Ruska
- Georg Wilhelm Steller (1709–1746) – polární biolog a účastník Velké severní expedice v roce 1743
- John Franklin (1786–1847) – pokračoval v pátrání po Severozápadní cestě
- Robert McClure (1807–1893) – v roce 1851 proplul Beringovým průlivem do Beaufortova moře
- Charles Francis Hall (1821 – 1871) – americký polárník
- Johann Nepomuk Wilczek (1837–1922) – rakousko-uherský polárník
- Julius von Payer (1841–1915), Carl Weyprecht (1838–1881) – společně s Johannem Nepomukem Wilczkem vedli rakousko-uherskou polární expedici, objevili Zemi Františka Josefa
- Adolf Erik Nordenskjöld (1832–1901) – švédský polárník, který jako první v letech 1878–1879 zdolal Severovýchodní cestu
- Fridtjof Nansen (1861–1930) – norský objevitel, který přešel v roce 1888 společně Otto Sverdrupem Grónsko. Se svou lodí Fram se díky driftování ledu dostal do blízkosti severního pólu, dosáhl 86°13'' severní šířky
- Salomon August Andrée (1854–1897) – švédský inženýr, který se pokusil v roce 1897 neúspěšně dosáhnout pólu v balonu, na výpravě zahynul
- Frederick Cook (1865–1940) – americký lékař a polárník, který možná jako první člověk společně s dvěma Inuity dosáhl 21. dubna 1908 severního pólu
- Robert Edwin Peary (1856–1920) – oficiálně (později zpochybněno) první člověk na severním pólu, společně s Matthew Hensonem 6. května 1909
- Roald Amundsen (1872–1928) – norský objevitel, který první proplul severozápadním průjezdem (1903–1906), pokusil se doletět na severní pól hydroplánem (1925) a pak ho dosáhl vzducholodí Norge s U. Nobilem (1926). Zahynul při záchraně trosečníků další Nobileho výpravy (1928)
- Umberto Nobile (1885–1978) – italský objevitel, který v letech 1926 a 1928 přeletěl severní pól ve vzducholodích Norge a Italia
- Matthew Henson (1886–1955) – společně s Pearym údajně dosáhl 6. května 1909 severního pólu
- Knud Rasmussen (1879–1933) – dánský polárník, vedl expedici do Kanady a na Aljašku
- Richard Evelyn Byrd (1888–1957) – jako první doletěl letadlem na severní pól (1926), později však byl jeho výkon zpochybněn
- František Běhounek (1898–1973) – český vědec a účastník druhé Nobileho cesty na severní pól

### Antarktida, jižní pól
- James Cook (1728–1779) – britský mořeplavec a objevitel, který pátral po jižním kontinentu, v roce 1773 jako první překročil (resp. přeplul) jižní polární kruh
- Faděj Fadějevič Bellingshausen (1778–1852) – vedl v letech 1819–1821 první ruskou antarktickou expedici a zřejmě jako první spatřil samotnou Antarktidu
- James Weddell (1787–1834) – britský lovec tuleňů a objevitel, který v roce 1823 prozkoumal Weddellovo moře
- Jules Dumont d'Urville (1790–1842) – francouzský mořeplavec, v roce 1840 poprvé uviděl východní pobřeží Antarktidy, které na počest své manželky pojmenoval Adélina země
- John Biscoe (1794–1843) – britský polárník, který v letech 1830–1832 objevil Enderbyho zemi, Grahamovu zemi a ostrovy Adelaide-Biscoe
- Charles Wilkes (1798–1877) – americký mořeplavec, v roce 1838 prozkoumal 2500 km antarktického pobřeží
- James Clark Ross (1800–1862) – britský objevitel, který strávil v Antarktidě léto 1841/1842 a je považován za skutečného objevitele šestého světadílu
- Tannatt William Edgeworth David (1858–1934) – vystoupil jako první v roce 1908 na Mount Erebus
- Carsten Borchgrevink (1864–1934) – norský polárník, který byl v roce 1895 první, kdo v Antarktidě přezimoval
- Emil Racoviţă (1868–1947) – rumunský biolog a botanik byl první, kdo v Antarktidě objevil rostliny
- Robert Falcon Scott (1868–1912) – britský polárník, který zahynul při návratu z jižního pólu, kterého dosáhl až jako druhý po souboji s Amundsenem
- Otto Nordenskjöld (1869–1928) – švédský polárník vedl antarktickou expedici v letech 1901–1904
- Roald Amundsen (1872–1928) – norský polárník, který jako první dosáhl 14. prosince 1911 jižního pólu
- Ernest Henry Shackleton (1874–1922) – britsko-irský polárník, který vedl několik významných polárních expedic
- Douglas Mawson (1882–1958) – australský polárník, který v rámci Shackletonovy expedice dosáhl společně s T. W. E. Davidem magnetického jižního pólu.
- Richard Evelyn Byrd (1888–1957) – americký polárník, který v roce 1929 jako první přeletěl jižní pól a roku 1934 sám strávil zimu (polární noc) na antarktické meteorologické stanici
- Norman Vaughan (1905–2005) – uspořádal několik antarktických expedic
- Vivian Fuchs (1908–1999) – v roce 1957/1958 první pěší přechod Antarktidy
- Josef Sekyra (1928–2008) – první Čech na jižním pólu